# FIFA 2000
FIFA 2000, también conocido como FIFA Football 2000 o FIFA 00, es un videojuego de fútbol desarrollado por Electronic Arts y distribuido por EA Sports en 1999. Es la séptima entrega de la saga FIFA.
A pesar de que el juego cuenta con licencia FIFPro, hay cuatro jugadores que no estuvieron licenciados: Ronaldo (que aparece con el nombre "No. 9" en el Inter de Milán y en Brasil), Pelé ("No. 10" en los equipos Santos 1962-1963, New York Cosmos 1972-1975, Brasil 1958 y Brasil 1970), Romário ("No. 11" en el Flamengo) y Youri Djorkaeff ("No. 14" en el Kaiserslautern).

## Modos de juego
Uno puede usar este juego en 3 tipos de modo:
1. Modo Amistoso: Juega un partido amistoso entre dos equipos cualquiera.
2. Modo Torneos: En este puedes jugar:

- Copa: Juega la UEFA Champions League (en el juego como Liga de Campeones), la Copa UEFA (en el juego como Copa EFA) y la Copa Mundial de Fútbol.
- Copa personal: Crea una copa personal, con las condiciones y equipos que tu decidas.
- Liga personal: Crea una liga personal, con los equipos que tu decidas.

3. Modo Temporada: Juega con un equipo de cualquier liga. Puedes jugar 3 temporadas.

## Ligas
Se incorporaron 16 ligas, con sus respectivas copas internas, pero solo las 14 europeas pueden jugarse en modo Temporada. A partir de esta entrega, se incorporó la posibilidad de descender.
Para esta edición, se añadieron a las ligas de Dinamarca, Grecia, Israel, Noruega y Turquía, aunque a su vez, se pierde la liga de Portugal.
| - Bundesliga - Liga belga - Brasileirao Serie A (No apta para usar en modo temporada) - Superliga danesa (Nueva) - Scottish Premiership - La Liga - Ligue 1 - Superliga griega (Nueva) | - Eredivisie - Premier League - Liga Premier de Israel - Serie A - Tippeligaen (Nueva) - Allsvenskan - Süper Lig (Nueva) - Major League Soccer (No apta para usar en modo temporada) |

## Equipos Clásicos
Por primera y única vez en la saga, se añadieron equipos clásicos de distintas épocas, ya sean clubes o selecciones.
 AC Milan 1988-1990
 Ajax 1970-1973
 Alemania Federal 1974
 Alemania 1989-1991
 RSC Anderlecht 1983
 Argentina 1978
 Arsenal 1970-1971
 Bayern Munich 1974-1976
 FC Barcelona 1989-1992
 Boca Juniors 1976
 Borussia Mönchengladbach 1975-1976
 Brasil 1958
 Brasil 1970
 Bulgaria 1994
 Celtic 1967
 Daewoo Royals 1997
 Dinamarca 1989-1992
 España 1984
 Estrella Roja de Belgrado 1990-1991
 Francia 1958
 Francia 1984
 Hamburgo S.V. 1982-1983
 Países Bajos 1974
 Hungría 1954
 IFK Göteborg 1982
 Independiente 1972-1975
 Inglaterra 1966
 Inter de Milán 1964-1966
 Italia 1982
 Japón 1986
 Liverpool 1977-1983
 Manchester United 1968
 Napoli 1986-1989
 New York Cosmos 1972-1975
 Olympique de Marsella 1993
 Real Madrid 1950-1956
 Rosenborg 1997-1998
 Rumanía 1994
 Saint-Étienne 1976
 Santos 1962-1963
 Steaua de Bucarest 1986-1989

## Resto del Mundo
Debido a la inclusión de ciertas ligas, muchos clubes de la edición anterior se fueron a sus respectivas ligas, aunque algunos clubes se ausentaron en esta edición, a la vez que se incluyeron nuevos clubes.
- Al-Ahly (Nueva)
- El-Masry (Nueva)
- Ismaily (Nueva)
- Zamalek (Nueva)
- Al Ain (Nueva)
- Al-Nasr (Nueva)
- Al Wahda (Nueva)
- Al Wasl (Nueva)
- CSKA Moscú (Nueva)
- Croatia Zagreb
- Dinamo Kiev
- Dinamo Tbilisi
- EA 1*
- EA 2*
- EA 3*
- EA 4*
- Al-Ittihad (Nueva)
- MTK Budapest Futball Club
- Maribor Branik
- Port Vale F.C. (Nueva)
- Rapid Bucarest
- Rapid Viena (Nueva)
- HNK Rijeka (Nueva)
- Slovan Bratislava (Nueva)
- Servette Football Club
- Slavia Praga (Nueva)
- Sparta Praga
- Spartak Moscú
- Special Guests**
- Sturm Graz
- FK Teplice (Nueva)
- Widzew Łódź (Nueva)

(*) Equipos formados por el personal de EA sports
(**) Equipo especial primera vez incluido en FIFA

## Copas
- Copa del Mundo
- Copa de Campeones Europea
- Copa EFA
- Copa de Alemania
- Copa de Bélgica
- Copa de Dinamarca
- Copa de Escocia
- Copa de España
- Copa de Francia
- Copa de Grecia
- Copa de Holanda
- Copa de Inglaterra
- Copa de Israel
- Copa de Italia
- Copa de Noruega
- Copa de Suecia
- Copa de Turquía
- Copa Asiática

## Selecciones nacionales
| Para esta edición se pierden las selecciones de Irlanda, Portugal, República Checa, Rusia y Uruguay. Pero se añaden por primera vez a la selecciones de Líbano, Tailandia y Taiwán, A su vez, vuelven las selecciones de Egipto, Nueva Zelanda, Singapur y Emiratos Árabes Unidos luego de que aparecieran por última vez en FIFA 97, aunque EAU volvería tras FIFA 95. - Alemania - Arabia Saudí - Argentina - Australia - Austria - Bélgica - Brasil - Bulgaria - Camerún - Canadá - Chile - China - Colombia - Croacia - Dinamarca - Emiratos Árabes Unidos (Vuelve) - Egipto (Vuelve) - Escocia - España - Francia - Grecia - Países Bajos - Inglaterra - Irán - Israel - Italia - Jamaica - Japón - Líbano (Nueva) - Marruecos - México - Nigeria - Noruega - Nueva Zelanda (Vuelve) - Paraguay - Corea del Sur - Rumania - Singapur (Vuelve) - Sudáfrica - Suecia - Tailandia (Nueva) - Túnez - Taiwán (Nueva) - Estados Unidos - Yugoslavia |

## Sonido
El comentario en el lanzamiento en inglés del Reino Unido es proporcionado por los comentaristas de televisión de la BBC, John Motson, Mark Lawrenson y Chris Waddle. El comentario se grabó en un estudio de Londres, sin embargo, por primera vez en la serie, Motson visitó a los desarrolladores de juegos en Vancouver, Canadá, para brindar información sobre las características del juego de la vida real. El lanzamiento en inglés de los Estados Unidos presenta comentarios de Phil Schoen y Julie Foudy, de ESPN. Existen comentarios localizados para las versiones en alemán, español, francés, italiano, hebreo, japonés, griego y portugués brasileño.

### Banda sonora
El tema musical del juego fue Robbie Williams, "It's Only Us". Como parte del acuerdo para licenciar la pista, EA Sports incluyó Port Vale, el club que Robbie Williams apoya en el juego, a pesar de estar solo en el tercer nivel del sistema de la liga de fútbol inglesa, que no se incluyó como parte de este juego.
- Apollo 440 - "Stop the Rock"
- DJ Sniper - "Crossfader Dominator"
- Elite Force - "Call It Brisco (And Why Not?)"
- G** Dad - "Joy"
- Junior Blanks - "All About Beats (DJ Scissorkicks Mix)"
- Lunatic Calm - "LC001 (Neon Ray Mix)"
- Reel Big Fish - "Sell Out"
- Robbie Williams - "It's Only Us"

## Recepción
El juego tuvo una recepción positiva, con la excepción de la versión de Game Boy Color, que actualmente tiene una puntuación del 47% en GameRankings; el sitio también dio la versión de PlayStation 87%, y la versión de PC 85 %.
PlayStation Max otorgó una calificación de oro al juego, elogiando la apariencia, el sonido y la longevidad del juego, aunque criticaron la facilidad con la que era posible marcar goles. La revista oficial de PlayStation del Reino Unido fue más allá con sus críticas al juego, creyendo que el pase es "demasiado preciso" y que es irrealmente fácil de vencer a los defensores. Elogiaron el nivel de detalle en los gráficos del juego y el comentario, y otorgaron al juego una puntuación de 7/10.
La versión PlayStation de la FIFA 2000 recibió un premio de ventas "Platinum" de la Asociación de Editores de Software de Entretenimiento y Ocio (ELSPA), que indica ventas de al menos 300,000 copias en el Reino Unido.